# Konstantinos Kalamanos
Sebastos Konstantinos Kalamanos war ein Sohn des Prinzen Boris von Ungarn (verstorben 1151 oder 1155) und einer Tochter von Kaiser Johannes II. von Byzanz. Er war ab 1167 Gouverneur von Isaurien. Er sollte Krieg gegen die rupenischen Herrscher von Kleinarmenien führen und außerdem die Affäre zwischen Andronikos Komnenos und Philippa von Antiochia beenden, um deren Hand er anhielt. Sie weigerte sich aber, einen Menschen aus schlechter Familie zu heiraten, „...deren Name erst seit gestern, oder vielleicht auch seit vorgestern bekannt sei.“ Er wurde von den Armeniern gefangen genommen, und der Kaiser weigerte sich, Lösegeld zu zahlen.